# 林佳楣
林佳楣（1924年6月21日—），女，汉族，江苏丹阳人，原中华人民共和国主席、全国政协主席李先念夫人。毕业于上海同德医学院，曾任全国人大代表、全国政协委员，中国女医师协会会长。